# Татары Башкортостана
Тата́ры Башкортоста́на (самоназвание татарлар, локальные самоназвания: казанлы, типтәрләр, мишәрләр, алатырлар, төмәннәр) — татары, проживающие в Республике Башкортостан. Этническая группа населения Республики Башкортостан, сформировавшаяся из различных аборигенных и переселенческих групп (кряшены, казанские татары, татары-мишари, касимовские татары, ногаи), инкорпорировавшая в себя группы тюркского (башкиры, ногайцы, и другие) и финно-угорского (марийцы, удмурты, и другие) населения, исторически расселенная на территории большей части Башкирии, и прежде всего в бывшей Уфимской губернии.
Исключая православных кряшен, большинство татар Башкортостана мусульмане-сунниты.
Письменно-литературным языком, общим для всех групп татар, а также для башкир до конца XIX века был старотатарский язык, а вплоть до 20-х годов XX века — татарский литературный язык. Языком общения в сложной этнической среде региона также служил татарский язык.
Помимо литературного языка имеют распространение мишарские говоры (байкибашевский и стерлитамакский) и говоры казанского диалекта (мензелинский (наиболее распространенный), бирский (к северу от Уфы), тепекеевский, турбаслинский, курмантауский, учалинский и златоустовский (к востоку и югу от Уфы).

## История

### Древний период
Территория Башкортостана является традиционным местом расселения татар. Северо‑западная часть республики входила в сферу влияния Волжской Булгарии, Золотой Орды и Казанского ханства. Нахождение данных территорий в составе Волжской Булгарии, кимакско-кипчакских каганатов, и позднее, Казанского ханства и Ногайской Орды не могло не оставить древнего татарского населения. Лингвисты отмечают, что тюркское население (в том числе и относимое к башкирскому) именно тех ареалов, которые в исторической литературе считаются местом переселения булгарских племен, в настоящее время является татароязычным, что можно считать косвенным свидетельством.
Упоминания о раннем татарском населении хоть и редки, но имеются; так, П. С. Паллас писал про «Уфимских (уфинских) татар … между реками Белою и Иком,… свойственники казанских, но давно уже в сих странах поселившиеся». Татар «Мангытских аулов», издавна живших на Агидели, упоминал в своих «Воспоминаниях» А.-З.Валиди Тоган.

### Складывание этносословных групп. XVI—XVIII век.
После завоевания Казанского ханства и вхождения территории современной Башкирии в состав Русского государства, начинаются активные миграции сюда татарского населения Поволжья и Оки, что отражено во множестве документов того времени. Миграции были как организованные царским правительством (переселение служилых татар), так и бегство от угнетения и насильственной христианизации (селились как на основе припуска, так и самовольным явочным порядком). Способствовали этому и малонаселённость края, меньшие налоги, меньший административный гнёт.
Условия, в которых оказывались переселенцы, сильно различались. Из разных волн формировались разные сословные группы, отличавшиеся условиями налогообложения и воинской службы. Эти различия (и ограничения на свободный выбор местожительства) препятствовали полной консолидации всех групп волго-уральских татар. Способствовала этому и политика властей. Например, Указ от 20 августа 1739 года повелевал «мещеряков, татар и чувашей селить особыми деревнями порознь». Тем не менее, несмотря на существовавшие определённые различия, считать этносословные группы татар отдельными народами (как это допускают некоторые авторы) — ненаучно и не соответствует истине. Имелось множество факторов, говорящих о единой культуре этих групп. Общими были религия, система школьного образования, язык, литература, бытовая культура, одежда и кухня, и многое другое.

#### Мишари
Организованное переселение мишарей в Приуралье зафиксировано уже в документах второй половины XVI века. С 1580-х годов переселялись служилые татары из Темникова, Кадома, Шацка.
В конце XVI — начале XVII века переселяют служилых татар Алатырьского и Симбирского уездов и «с реки Пьяны»(по грамоте 7106 (1598) г.) в Уфимскую крепость. По говору были «цокающие» мишари. Следом за ними из этих же местностей потянулись вольные переселенцы. К XIX веку последние стали либо государственными крестьянами, либо тептярями. В настоящее время их потомки проживают на севере Башкортостана и в Пермском крае, по реке Быстрый Танып, особенности говора утрачены.
В центральных районах республики (Аургазинский, Давлекановский, Кармаскалинский, Стерлитамакский, Чишминский районы) селились выходцы из Пензенской губернии, по говору относятся к стерлитамакскому («чокающему») говору.
Из числа этих групп с 1798 по 1865 год формировалось 4 (позднее 5) мишарских кантона, то есть были в служилом, военно-казачьем сословии; входили в Башкиро-Мещеряцкое войско. (В 1855 году сословия башкир, мишарей и тептярей были объединены, было создано Башкирское войско. С 1855 по 1865 сословия мишарей и тептярей называли также «новобашкирами»).
Тюмени
Тюмени (томэны, тат. төмәннәр) — переселенцы из Темниковского уезда Тамбовской губернии конца XVII — начала XVIII века. По говору — «чокающие» мишари. По социальному положению отличались от прочих групп служилых татар и башкир; они, как и однодворцы, владели землёй на основе поместного права. По причине такой своей привилегированности, жили несколько изолированно и неохотно вступали в брачные связи с представителями других сословных групп.

В настоящее время живут в основном на западе и юго-западе республики, Альшеевском, Благоварском, Буздякском районах, отдельные деревни есть в Бакалинском, Кушнаренковском, Чекмагушевском районах.

#### Тептяри
Особенности формирования данной группы в современной науке дискуссионны. Наиболее распространённое мнение, что первоначально многонациональное сословие превратилось большей частью в этносословную группу татарского народа, за которой и закрепился после 1865 года этот термин.
В литературе встречается утверждение, что значительная часть марийцев и чувашей тептярского сословия в XIX веке приняли ислам и отатарились.

#### Другие группы
Большое количество татар (преимущественно выходцев из Казанской губернии) были государственными и владельческими крестьянами, мещанами и др. У них не было этносословных особенностей.
Мурзы и князья
Потомки отказавшихся перейти в православие татарских мурз и князей, переселившихся на башкирские земли.
В отличие от остальных губерний, где татар этой группы можно с известной долей условности считать представителями привилегированных слоев, обладавших классными чинами, внесенными в родословные книги и т. п., в Уфимской губернии значительную их часть составляли так называемые «лапотные» князья (см. таблицу выше «Численность привилегированных сословий и групп татар-мусульман 11 губерний Европейской части России в конце XIX в.»).
По данным Всероссийской переписи 1897 г., большинство дворян-инородцев (в основном татар) Уфимской губернии (порядка 70 %) проживало в Белебеевском уезде.
Ясачные татары
Припущенники из татар (то есть переселенцы из других областей России), платившие ясак правительству России.
Служилые татары
C XVI по XVIII век в Приуралье существовал ряд групп служилых татар, как из числа местных жителей, так и из переселенцев.
К концу XVIII века в основном были сведены в вышеописанные военно-служилые сословия мишарей и тептярей; часть была в башкирском сословии и (в Оренбургской губернии) в казачьем.

### Консолидация и развитие татарской нации
На протяжении многих веков у разных этносоциальных групп татар действовали объединяющие факторы: религия, система школьного образования, торговля, язык и литература на старотатарском языке.
Ликвидация кантонной системы в ходе сословной, земельной и военной реформ 1860-х годов, размежевание земель между вотчинниками и припущенниками (которое привело к утрате «престижности» служилых сословий, в том числе «новобашкир»), развитие капитализма и повышение мобильности населения привели к завершению консолидации этносословных групп татар. События начала XX века (революции, гражданская война, проекты Штатов Идель-Урал и Татаро-Башкирской республики и т. д.) ещё больше ускорили интеграционные процессы.

## Современное состояние татар в Башкортостане
В Башкортостане свыше 1000 населенных пунктов, в которых по данным переписей проживает значительное (свыше 50 %) число татарского населения. В республике — 1127 школ с преподаванием на татарском языке (на 1997), 4 татарские гимназии (Уфа, Белебей, Октябрьский), полилингвальная школа с углубленным изучением татарского языка (Нефтекамск), татарские отделения в Уфимском университете науки и техники, Башкирском, Бирском, Стерлитамакском педагогических институтах.
На татарском языке выходят три республиканских, пять городских и двадцать два районных периодических издания. Выходят газеты «Кызыл таң», «Өмет», «Азатлык нуры» (1997), «Җидегән», журнал «Тулпар» (1995).
Работают государственный татарский театр «Нур» (Уфа), Татарский государственный драматический театр (Туймазы).

## Общественные организации татар Башкортостана
Татарский общественный центр (Уфа, с 1989), татарский общественный центр «Мирас» (Стерлитамак, с 1990), татарская демократическая партия «Идель-Урал» (с 1991), союз татарской молодёжи «Азатлык» (с 1990), Меджлис татарских мурз (с 1993), Союз татароязычных писателей Республики Башкортостан, Национальная община татар «Татары Башкортостана» — руководитель Бигнов Рамиль Имамагзамович.

## Численность и расселение

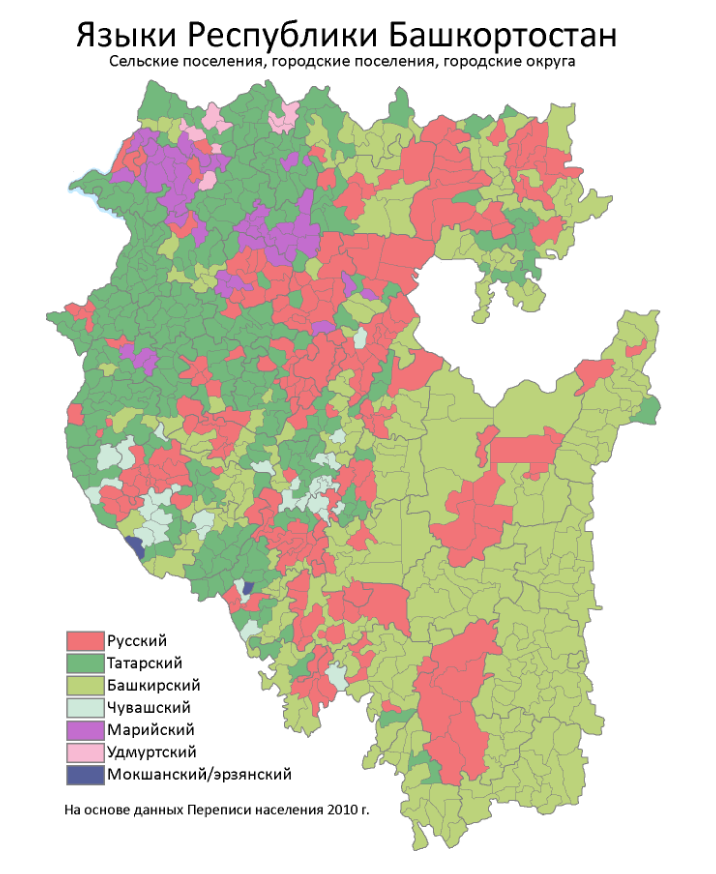
Языки республики Башкортостан по городским и сельским поселениям по данным переписи 2010 г.

Согласно данным переписи 2020 года численность татар составила 974 533 человек, тем самым сократившись на 34 762 с 2010 года, то есть на 3,4 %.
Сокращение численности связывается и с фальсификациями при переписи в ходе башкиризации. Одним из примеров башкиризации татар является Калтасинский район, где по переписи 2021 марийцы составляли 41,3 %, русские 20,9 %, татары 15,6 %, башкиры	12,4 %, удмурты	8,5 %. Но в то же время, на 2024/2025 учебный год в 13 общеобразовательных организациях обучаются 2709 обучающихся. Из них по национальному составу: марийцев — 53 %, русских — 23 %, татар — 18 %, удмуртов — 9 %, башкир — 1,2 %.
Основная часть татарского населения проживает в северо-западной части Башкортостана — это Балтачевский, Белебеевский, Бижбулякский, Благоварский, Буздякский, Бураевский, Дюртюлинский, Ермекеевский, Калтасинский, Кигинский, Краснокамский, Кушнаренковский, Стерлибашевский, Туймазинский, Чекмагушевский, Чишминский, Шаранский и Янаульский районы.

### География проживания
| Район                                | Татары 1970     | Татары 1989     | Татары 2002      |
| ------------------------------------ | --------------- | --------------- | ---------------- |
| Абзелиловский                        | 1467 / 3,6 %    | 1181 / 3,1 %    | 1025 / 2,37 %    |
| Альшеевский                          | 23 716 / 36,3 % | 18 927 / 40,5 % | 16 290 / 33,66 % |
| Архангельский                        | 2791 / 9,6 %    | 2238 / 10,9 %   | 1860 / 9,22 %    |
| Аскинский                            | 6705 / 19,5 %   | 5610 / 23,9 %   | 4212 / 17,6 %    |
| Аургазинский                         | 25 643 / 46,8 % | 18 773 / 48,2 % | 16 886 / 43,3 %  |
| Баймакский                           | 3731 / 6,2 %    | 2863 / 4,9 %    | 1241 / 2,81 %    |
| Бакалинский                          | 25 709 / 54,3 % | 20 093 / 62,2 % | 16 710 / 51,69 % |
| Балтачевский                         | 2161 / 5,6 %    | 14 728 / 59,2 % | 3636 / 14,72 %   |
| Белебеевский                         | 5934 / 20,7 %   | 3953 / 23,8 %   | 3306 / 19,04 %   |
| Белокатайский                        | 1385 / 5,0 %    | 1068 / 4,9 %    | 1124 / 4,97 %    |
| Белорецкий                           | 1812 / 4,2 %    | 1400 / 4,2 %    | 1042 /3.58 %     |
| Бижбулякский                         | 12 058 / 31,4 % | 9722 / 35,0 %   | 7374 / 26,34 %   |
| Бирский                              | 3367 / 12,0 %   | 2598 / 13,7 %   | 1360 / 6,84 %    |
| Благоварский                         | 8198 / 20,6 %   | 14 520 / 59,8 % | 5955 / 23,11 %   |
| Благовещенский                       | 6185 / 14,8 %   | 8232 / 17,6 %   | 1643 / 10,36 %   |
| Буздякский                           | 20 644 / 53,4 % | 19 758 / 64,7 % | 15 833 / 50,78 % |
| Бураевский                           | 12 332 / 26,1 % | 15 102 / 59,8 % | 2689 / 9,5 %     |
| Бурзянский                           | 484 / 3,4 %     | 215 / 1,5 %     | 159 / 0,94 %     |
| Гафурийский                          | 13 042 / 23,8 % | 8448 / 23,7 %   | 6474 / 17,61 %   |
| Давлекановский                       | 11 044 / 23,4 % | 8764 / 22,6 %   | 3719 / 20,35 %   |
| Дуванский                            | 4387 / 12,8 %   | 4240 / 14,2 %   | 4249 / 13,27 %   |
| Дюртюлинский                         | 25 758 / 43,7 % | 33 262 / 59,1 % | 11 397 / 34,55 % |
| Ермекеевский                         | 10 048 / 37,6 % | 9877 / 54,4 %   | 3699 / 20,32 %   |
| Зианчуринский                        | 4219 / 12,5 %   | 3511 / 12,9 %   | 3149 / 10,46 %   |
| Зилаирский                           | 1314 / 5,1 %    | 728 / 3,9 %     | 544 / 2,87 %     |
| Иглинский                            | 10 192 / 17,7 % | 8249 / 18,9 %   | 3394 / 7,48 %    |
| Илишевский                           | 9951 / 20,7 %   | 11 007 / 30,3 % | 4958 / 13,67 %   |
| Ишимбайский                          | 2962 / 6,8 %    | 1673 / 6,5 %    | 1499 / 5,85 %    |
| Калтасинский                         | 6612 / 17,1 %   | 5855 / 21,1 %   | 4568 / 15,82 %   |
| Караидельский                        | 17 358 / 36,2 % | 11 109 / 36,7 % | 8000 / 28,27 %   |
| Кармаскалинский                      | 25 863 / 44,8 % | 21 756 / 47,6 % | 15 811 / 28,97 % |
| Кигинский                            | 12 591 / 55,0 % | 10 841 / 57,4 % | 10 306 / 51,98 % |
| Краснокамский                        | 7721 / 17,9 %   | 16 660 / 39,0 % | 6176 / 22,42 %   |
| Кугарчинский                         | 6122 / 14,4 %   | 5118 / 16,2 %   | 3519 / 10,29 %   |
| Куюргазинский (до 1992 Кумертауский) | 4775 / 14,3 %   | 3901 / 16,6 %   | 3501 / 13,68 %   |
| Кушнаренковский                      | 18 608 / 51,2 % | 22 232 / 78,0 % | 11 641 / 39,67 % |
| Мелеузовский                         | 3965 / 10,2 %   | 3936 / 14,8 %   | 3111 / 11,64 %   |
| Мечетлинский                         | 8702 / 31,1 %   | 8983 / 29,8 %   | 6052 / 23,64 %   |
| Мишкинский                           | 8404 / 22,5 %   | 5298 / 18,5 %   | 4291 / 15,83 %   |
| Миякинский                           | 18 344 / 46,0 % | 16 731 / 55,3 % | 12 116 / 38,11 % |
| Нуримановский                        | 12 644 / 37,4 % | 8735 / 36,0 %   | 6863 / 31,29 %   |
| Салаватский                          | 9861 / 30,0 %   | 7635 / 26,9 %   | 6306 / 22,11 %   |
| Стерлибашевский                      | 19 245/ 60,2 %  | 13 534 / 62,4 % | 12 505 / 56,82 % |
| Стерлитамакский                      | 11 692 / 26,7 % | 8946 / 26,6 %   | 8138 / 21,59 %   |
| Татышлинский                         | 4409 / 12,5 %   | 5487 / 21,1 %   | 1465 / 5,47 %    |
| Туймазинский                         | 15 897 / 33,5 % | 17 252 / 56,3 % | 8381 / 27,1 %    |
| Уфимский                             | 9704 / 19,7 %   | 14 981 / 28,4 % | 17 926 / 31,81 % |
| Учалинский                           | 8757 / 15,8 %   | 4728 / 14,8 %   | 2728 / 7,65 %    |
| Фёдоровский                          | 9924 / 32,5 %   | 6895 / 35,0 %   | 6527 / 33,17 %   |
| Хайбуллинский                        | 1692 / 5,1 %    | 1332 / 4,4 %    | 473 / 1,43 %     |
| Чекмагушевский                       | 28 212 / 61,6 % | 24 895 / 75,8 % | 19 510 / 59,07 % |
| Чишминский                           | 31 091 / 57,8 % | 27 618 / 68,8 % | 27 889 / 52,96 % |
| Шаранский                            | 13 038 / 38,9 % | 12 160 / 51,0 % | 6675 / 27,25 %   |
| Янаульский                           | 14 052 / 22,6 % | 14 199 / 29,2 % | 3043 / 13,31 %   |

### Изменение численности населения
| Годы                    | Всего     | Башкиры   | Русские   | Татары    | Мишари  | Тептяри | Кряшены |
| ----------------------- | --------- | --------- | --------- | --------- | ------- | ------- | ------- |
| 1897 г. (на 9 февраля)  | 1 991 438 | 899 910   | 834 135   | 184 817   | 20 957  | 39 955  | 39 587  |
| 1926 г. (на 17 декабря) | 2 665 836 | 625 845   | 1 064 707 | 461 871   | 135 960 | 23 290  | 67      |
| 1939 г. (на 17 января)  | 3 158 969 | 671 188   | 1 281 347 | 777 230   | —       | —       | —       |
| 1959 г. (на 15 января)  | 3 336 289 | 737 711   | 1 418 147 | 768 566   | —       | —       | —       |
| 1970 г. (на 15 января)  | 3 814 926 | 892 248   | 1 546 304 | 944 505   | —       | —       | —       |
| 1979 г. (на 17 января)  | 3 844 280 | 935 880   | 1 547 893 | 940 436   | —       | —       | —       |
| 1989 г. (на 12 января)  | 3 943 113 | 863 808   | 1 548 291 | 1 120 702 | —       | —       | —       |
| 2002 г. (на 9 октября)  | 4 104 336 | 1 221 302 | 1 490 715 | 990 702   | —       | —       | 4510    |
| 2021 г.                 | 4 038 151 | 1 268 806 | 1 509 246 | 974 533   |         |         |         |

## Башкиризация татар
Башкиризация, то есть усиление роли башкирского языка и культуры, национальных кадров, а также принудительная ассимиляция татар, проживающих в регионе началось в 1960—1970‑е годы, в связи с ростом образовательного уровня и национального самосознания башкир, в республике утвердилась тенденция к ограничению сферы действия татарского языка, вытеснению татар с ответственных постов в государственных и партийных органах, из средств массовой информации, вузов, учреждений культуры и других сфер с последующей заменой их башкирскими кадрами, через ликвидацию статуса татарского языка как государственного, фальсификацию переписи 1979 года для увеличения доли башкир, введение в татарских школах в качестве родного башкирского языка или закрытия татарских школ. В этих условиях определённая часть татарского населения была вынуждена формально признать себя башкирами.
Второй этап башкиризации татар начинается после утверждения в должности Президента М. Г. Рахимова, который был нацелен на фальсификацию итогов переписей 2002 и 2010 годов: многие татарские школы и детские дошкольные учреждения были закрыты и перепрофилированы в башкирские; несмотря на численный паритет носителей татарского языка и носителей русского и башкирского языков, татарский язык не получил статуса государственного языка, имело место намеренное искажение итогов переписи населения, выразившееся в значительном увеличении численности башкир за счет снижения доли татарского населения в республике. Эти явления оказывают негативное влияние на положение татар в Республике Башкортостан и на её отношения с Республикой Татарстан.